# Криничненська сільська рада (Тростянецький район)
Крини́чненська сільська́ ра́да — колишній орган місцевого самоврядування у Тростянецькому районі Сумської області. Адміністративний центр — село Криничне.

## Загальні відомості
- Населення ради: 569 осіб (станом на 2001 рік)

## Населені пункти
Сільській раді були підпорядковані населені пункти:
- с. Криничне
- с-ще Лісне
- с. Машкове

## Склад ради
Рада складалася з 12 депутатів та голови.
- Голова ради: Назаров Микола Олександрович
- Секретар ради: Луценко Світлана Василівна

### Керівний склад попередніх скликань
| Прізвище, ім'я, по батькові  | Основні відомості                                                                                  | Дата обрання | Дата звільнення |
| ---------------------------- | -------------------------------------------------------------------------------------------------- | ------------ | --------------- |
| Назаров Микола Олександрович | Сільський голова, 1982 року народження, освіта вища                                                | 26.03.2006   | 31.10.2010      |
| Назаров Микола Олександрович | Сільський голова, 1982 року народження, освіта вища, член Всеукраїнського об'єднання «Батьківщина» | 31.10.2010   |                 |

Примітка: таблиця складена за даними сайту Верховної Ради України